# Стендардо, Гульельмо
Гулье́льмо Стенда́рдо (итал. Guglielmo Stendardo; 6 мая 1981, Неаполь) — итальянский футболист, защитник.

## Карьера
Стендардо начал свою карьеру в «Наполи» в 1997 году и играл во множестве итальянских футбольных клубов, включая «Сампдорию». После поражения 3-2 от «Ювентуса», тренер «Лацио» Делио Росси потребовал отправить в аренду Стендардо в январе 2008 года.
«Ювентус» официально объявил о подписание Стендардо на 6 месяцев на правах аренды, с возможностью выкупить его напрямую летом. Однако, «Лацио» уже продлили его контракт на 5 лет, таким образом гарантируя его пребывание в Риме в непосредственном будущем.
В начале сезона 2009/10 Стендардо, вместе с несколькими игроками клуба, спровоцировал конфликт по поводу контрактов, из-за чего футболист был выведен из команды, в результате он вернулся в состав только в 13 туре; всего за сезон Гульермо провёл 19 матчей в серии А.
19 января 2012 года перешёл в «Аталанту» на правах аренды до конца сезона 2011/12.